# Вильсон, Роберт Вудро
Роберт Вудро Вильсон (Уилсон) (англ. Robert Woodrow Wilson; род. 10 января 1936, Хьюстон, США) — американский физик, лауреат Нобелевской премии по физике в 1978 году «за открытие микроволнового реликтового излучения» (совместно с Арно Алланом Пензиасом. Пётр Капица получил Нобелевскую премию за этот же год по другой теме).
Член Национальной академии наук США (1979).

## Биография
Студентом Роберт Вильсон учился в университете Райса. В этом университете он поступил в общество Фи-Бета-Каппа. Аспирантуру Вильсон прошёл в Калифорнийском технологическом институте.
Работая над новым типом антенн в лабораториях Белла в Нью-Джерси, Вильсон и Пензиас обнаружили источник шумового сигнала в атмосфере, который они не могли объяснить. После устранения всех потенциальных источников шума, включая посадку голубей на антенну, шум пришлось признать микроволновым реликтовым излучением, что было сделано Дикке с учениками в статье, теоретически обосновывающей результат Вильсона — Пензиаса. Это открытие послужило важным фактом для подтверждения горячей модели Вселенной, окончательно опровергнувшим конкурирующую с ней холодную модель в рамках теории большого взрыва.

## Награды и отличия
- Медаль имени Генри Дрейпера (1977) — совместно с Арно Алланом Пензиасом
- Медаль Гершеля (1977) — совместно с Арно Алланом Пензиасом
- Нобелевская премия по физике (1978) — совместно с Арно Алланом Пензиасом и Петром Леонидовичем Капицей
- Лекция Карла Янского (1984)
- Vainu Bappu Memorial Award, Индийская национальная академия наук (1990)

## Общественная деятельность
В 2016 году подписал письмо с призывом к Greenpeace, Организации Объединённых Наций и правительствам всего мира прекратить борьбу с генетически модифицированными организмами (ГМО).